# Rusland (Sjælland)
 For alternative betydninger, se Rusland (flertydig). (Se også artikler, som begynder med Rusland)
Rusland er et naturområde i Nordøstsjælland, der strækker sig langs Pandehave Å fra Dronningmølle Strandvej i nord til Hellebjergvej ved Villingerød i syd og ligger i Esbønderup Sogn, 1970-2006 i Græsted-Gilleleje Kommune og fra 2007 Gribskov Kommune.
Navnet henviser til den afsides beliggenhed.

## Fredning og habitatområde
Området er delvist fredet og udgør ca. 260 ha. Fredningens formål er, at sikre de landskabelige værdier og befolkningens adgang. Fredningerne i området begyndte i årene 1935-1938 og blev løbende udvidet og tilpasset frem til 1974. Et areal på 14,8 hektar blev i 2019 erhvervet af Fugleværnsfonden som fondens 23. naturreservat.
Rusland er også udpeget som Natura 2000-område nr. 132 og habitatområde (H116), og er derfor omfattet af særlige beskyttelsesbestemmelser .
Udpegningsgrundlaget for Rusland er forekomst af de specielle naturtyper tørre dværgbusksamfund (heder) og enebærkrat på heder, overdrev eller skrænter.

## Museum og statuepark
I Rusland ligger Rudolph Tegners Museum og Statuepark.